# Región del Noroeste (Camerún)
La región del Noroeste es una de las diez regiones de la República de Camerún, cuya capital es la ciudad de Bamenda.

## Geografía
Situada entre los 6° y 11° lat. N. y 15° long. E., a medio camino entre el lago Chad y la bahía de Biafra. Se encuentra bañado por los ríos de Benue y Yadseram. El centro y el norte de las regiones son mesetas, con elevaciones que van entre 1200 y 1300 metros. Esta región tiene inviernos secos y veranos cálidos y lluviosos. Entre sus producciones más destacadas se encuentran la goma arábiga, caucho, marfil, pieles, nuez de cola, el algodón, cereales y otros productos agrícolas.

## Departamentos
Esta región camerunesa posee una subdivisión interna compuesta por 7 departamentos: 
- Boyo
- Bui
- Donga-Mantung
- Menchum
- Mezam
- Momo
- Ngo-ketunjia

## Territorio y población
La región del Noroeste es poseedora de una superficie de 17.812 kilómetros cuadrados. Dentro de la misma reside una población compuesta por unas 2.002.135 personas (cifras del censo del año 2005). La densidad poblacional dentro de esta provincia es de 112,4 habitantes por kilómetro cuadrado.
- Datos: Q823946
- Multimedia: Northwest Region / Q823946